# جابلو
جابلو هي قرية في مقاطعة نمين، إيران. يقدر عدد سكانها بـ 193 نسمة بحسب إحصاء 2016.